# HQ-996
HQ-996 là phiên hiệu của một tàu vận tải hành khách trực thuộc vùng 4 Hải quân, Quân chủng Hải quân, Quân đội nhân dân Việt Nam. Được thiết kế bởi Viện Kỹ thuật Hải quân Việt Nam, đây là con tàu vận tải hành khách lớn nhất  làm nhiệm vụ nối Trường Sa và đất liền Việt Nam, cùng với tàu Trường Sa (HQ-571) có tải trọng tương đương.

## Hoạt động
Biên đội tàu HQ 996 thành lập từ năm 1994. Mục đích sử dụng ban đầu của tàu là đưa các cán bộ lãnh đạo và bộ đội ra thăm quần đảo Trường Sa. Đồng thời trung chuyển quân đội và cán bộ.
Sau đó, tàu tiếp tục được sử dụng để vận chuyển hàng hóa, nhân lực từ đất liền ra đảo, gồm cả các khách du lịch tham quan quần đảo Trường Sa.
Tàu HQ-996 từng tham gia và là đơn vị tàu thực hiện chương trình Hành trình theo dấu tích Đường Hồ Chí Minh trên biển kéo dài 18 ngày do Trung ương Đoàn Thanh niên Cộng sản Hồ Chí Minh tổ chức. Biên đội tàu HQ-996 cũng là đơn vị được điều động tham gia chương trình Góp đá xây Trường Sa.

## Biên đội tàu
- Ban chỉ huy
- Các ngành:
  - Hàng hải
  - Thông tin vô tuyến
  - Radar- sona
  - Boong- Máy tàu
  - Cơ điện
- Bộ phận phục vụ

## Thông số
- Trọng tải tàu: 2.059 tấn
- Động cơ:
  - 1 máy chính
  - 1 máy phụ
- Không gian:
  - 3 tầng
  - 196 giường cho hành khách
  - 9 phòng VIP
- Hải trình: 10-15 ngày.
- Lượng nước sinh hoạt: 800m3

## Khả năng vận tải
- 200 hành khách
- 350 binh sĩ (trường hợp chuyên chở quân sự)
- 500 người (tối đa)

## Bài hát
Bài hát HQ-996 vươn tới biển khơi:
| “ | Khi những con tàu vào khu neo tránh bão thì tàu tôi vươn ra biển khơi Có chuyến đi nào vất vả hơn thế Dữ dội hiền hòa, biển quê mình đẹp lắm Em ước mong sao mỗi buổi chiều đến được Trường Sa thân yêu 996 ơi vươn tới biển khơi, đưa bao con người vươn ra hải đảo, dựng xây Trường Sa cùng đất nước Đảo là nhà, biển cả là quê hương Có chúng tôi đến với Trường Sa Tranh thủ thời cơ lựa chiều từng con nước Sóng biển vẫn ầm ầm, có chúng tôi đến với Trường Sa. | ” |